# Liza Laska
Liza Laska właśc. Liza Skarmi (ur. 6 lutego 1926 we Wlorze, zm. 31 sierpnia 2014 tamże) – albańska aktorka i reżyser.

## Życiorys
Córka Josifa i Marii. W młodości była związana z amatorskim ruchem teatralnym, działającym w jej rodzinnym mieście. Ukończyła szkołę handlową we Wlorze. Na scenie zawodowej pojawiła się w 1946, kiedy wystąpiła na scenie Teatru Ludowego (alb. Teatri Popullor), późniejszej sceny narodowej. Występowała także w Teatrze Armii Albańskiej. W roku 1953 przeszła do teatru w Korczy, by po dziesięciu latach powrócić na scenę do rodzinnej Wlory. Tam też występowała w Teatrze Petro Marko, aż do przejścia na emeryturę.
Na dużym ekranie zadebiutowała w roku 1971. Zagrała w szesnastu filmach fabularnych. Za rolę Mary w filmie Dimri i fundit otrzymała nagrodę na I Festiwalu Filmu Albańskiego w Tiranie.
Uhonorowana tytułem Zasłużonego Artysty (alb. Artist i Merituar), orderem Naima Frasheriego II kl. oraz tytułem Honorowej Obywatelki Wlory.

## Role filmowe
- 1971: Malet me blerim mbuluar
- 1973: Brazdat jako krawcowa
- 1974: Shtigje lufte jako matka
- 1976: Dimri i fundit jako Mara
- 1976: Lulekuqet mbi mure jako pracownik Domu Dziecka
- 1977: Gunat mbi tela jako matka Belula
- 1979: Liri a vdekje jako matka Çerçiza
- 1980: Plumba Perandorit jako matka
- 1983: Ne prag te lirise jako Evgjenia
- 1986: Dhe vjen nje dite jako matka Llano
- 1987: Familja ime jako Kalina
- 1983: Dritat e qytezes jako matka
- 1984: Vendimi jako matka
- 1985: Guret e shtepise sime jako Sofia
- 1989: Kthimi e ushtrise se vdekur
- 1992: Vdekja e burrit jako żona Boniego
- 2003: Një ditë e mrekullueshme